# Raúl Quiroga
Raúl Nicolás Quiroga (San Juan, 26 de janeiro de 1962) é um ex-jogador de voleibol da Argentina que competiu nos Jogos Olímpicos de 1984 e 1988.
Em 1984, ele participou de seis jogos e o time argentino finalizou na sexta colocação na competição olímpica. Quatro anos depois, ele fez parte da equipe argentina que conquistou a medalha de bronze no torneio olímpico de 1988, no qual atuou em seis partidas. O sobrinho de Raúl, Rodrigo Quiroga, também é jogador de vôlei e ficou no quinto lugar com a seleção argentina nas Olimpíadas de Londres em 2012.